# Etheostoma duryi
Etheostoma duryi är en fiskart som beskrevs av Henshall, 1889. Etheostoma duryi ingår i släktet Etheostoma och familjen abborrfiskar. Inga underarter finns listade i Catalogue of Life.